# Dobroměřice
Dobroměřice (en allemand : Dobromierschitz) est une commune du district de Louny, dans la région d'Ústí nad Labem, en Tchéquie. Sa population s'élevait à 1 400 habitants en 2021.

## Géographie
Dobroměřice se trouve à 2 km au nord-ouest du centre de Louny, à 38 km au sud-ouest d'Ústí nad Labem et à 57 km au nord-ouest de Prague.
La commune est limitée par Raná au nord, par Louny à l'est et au sud, et par Lenešice à l'ouest.

## Histoire
La première mention écrite du village date de 1219.

## Transports
Par la route, Dobroměřice se trouve à 2 km du centre de Louny, à 52 km d'Ústí nad Labem  et à 69 km de Prague.